# Kim Svendsen
Kim Gunnar Svendsen (nascido em 24 de dezembro de 1955) é um ex-ciclista dinamarquês que representou o seu país nos Jogos Olímpicos de 1976, em Montreal, onde terminou em décimo terceiro competindo na prova de perseguição por equipes, com uma distância de 4 km.